# موج چهارم فمینیسم
موج چهارم فمینیسم، مرحله‌ای از فمینیسم است که از سال ۲۰۱۳ آغاز شد و ویژگی خاص این موج تمرکز بر توانمندسازی زنان و استفاده از ابزار اینترنتی است.
در حالی‌که پیش از این فمینیست‌ها برای آزادی، فردگرایی و تحرک اجتماعی زنان می‌جنگیدند، در موج چهارم پیشبرد مسائلی مانند عدالت در برابر تجاوز و آزار جنسی، دستمزد برابر برای کار برابر، و تمامیت جسمانی و مصونیت فیزیکی زنان در دستور کار قرار گرفت. فمینیست‌های موج چهارم اغلب برای فعالیت‌های خود از رسانه‌های چاپی و خبری و و شبکه‌های اجتماعی استفاده می‌کنند و با استفاده از ابزار رسانه‌ای بر ضد سوء استفاده‌کنندگان قدرت صحبت می‌کنند و برای دختران و زنان فرصت‌های برابر فراهم می‌کنند. علاوه‌بر دفاع از زنان، فمینیست‌های موج چهارم بر این باورند که پسران و مردان هم باید فرصت‌های بیشتری برای ابراز احساسات خود داشته باشند. می‌شود یکی از رهبران یا شاید هم حتی یکی از بنیانگذاران این موج را اما واتسون نامید. تمرکز موج چهارم فمینیستی بر روی مفاهیمی همچون عدالت برای زنان، خصوصاً مبارزه با آزار جنسی (از‌جمله مزاحمت‌های خیابانی)، خشونت علیه زنان، تبعیض و تا سوء استفاده جنسی در محیط کار، نشر تصاویر جنسی در رسانه‌ها، زن‌ستیری آنلاین، تجاوز و آزار جنسی در دانشگاه‌ها و در وسایل حمل‌و‌نقل عمومی مثل مترو و اتوبوس و به‌طور کلی فرهنگ تجاوز است. از دیگر مشخصه‌های موج چهارم اینترسکشنالیتی، دادخواست یا طومار اینترنتی و فعالیت در شبکه‌های اجتماعی  است.

## شبکه‌های اجتماعی

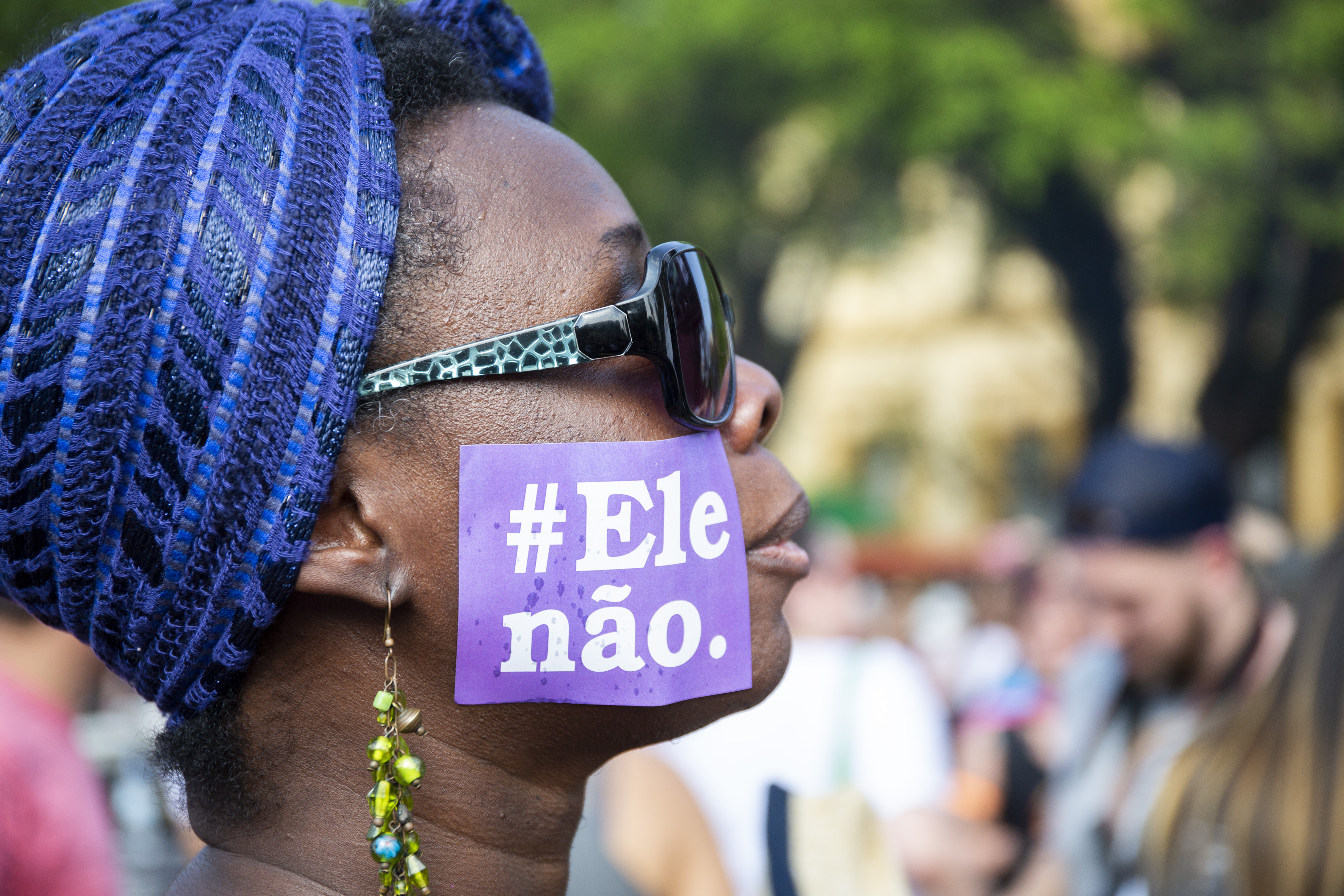
برزیل سپتامبر 2019تظاهرات علیه نامزد ریاست جمهوری

در حالی که امواج قبلی فمینیسم با موانعی چون ساختارهای سفت و سخت اجتماعی و سیاسی و نبود کانالهای ارتباطی روبرو بوده‌اند، فمینیست‌های موج چهارم با در دست داشتن رسانه‌های دیجیتال می‌توانند با جهان بزرگتری ارتباط برقرار کنند.
کیرا کاکرین این‌طور استدلال کرده‌است که موج چهارم فمینیسم «توسط تکنولوژی» تعریف می‌شود و خصوصاً با استفاده از فیس بوک، توییتر، اینستاگرام، یوتیوب، تامبلر و وبلاگ‌هایی مانند فمنیستینگ، زن‌ستیزی را به چالش می‌کشد.

## برخی کمپین‌های فمینیستی موج چهارم
- جنبش من هم (به انگلیسی: Me_Too#) این هشتگ برای نشان دادن شیوع گستردهٔ تجاوز و آزار جنسی، به ویژه در محیط کار مورد استفاده قرار گرفت.
- جنبش آزادی پستان (به انگلیسی:Free the Nipple) این جنبش قصد دارد برابری جنسیتی را گسترش و با فتیش پستان و شیءانگاری جنسی مقابله کند.
- راهپیمایی سلیطه ها (به انگلیسی:Slutwalk) خواستار پایان دادن به فرهنگ تجاوز جنسی، از‌جمله مقصر دانستن و سرزنش قربانیان تجاوز جنسی است.

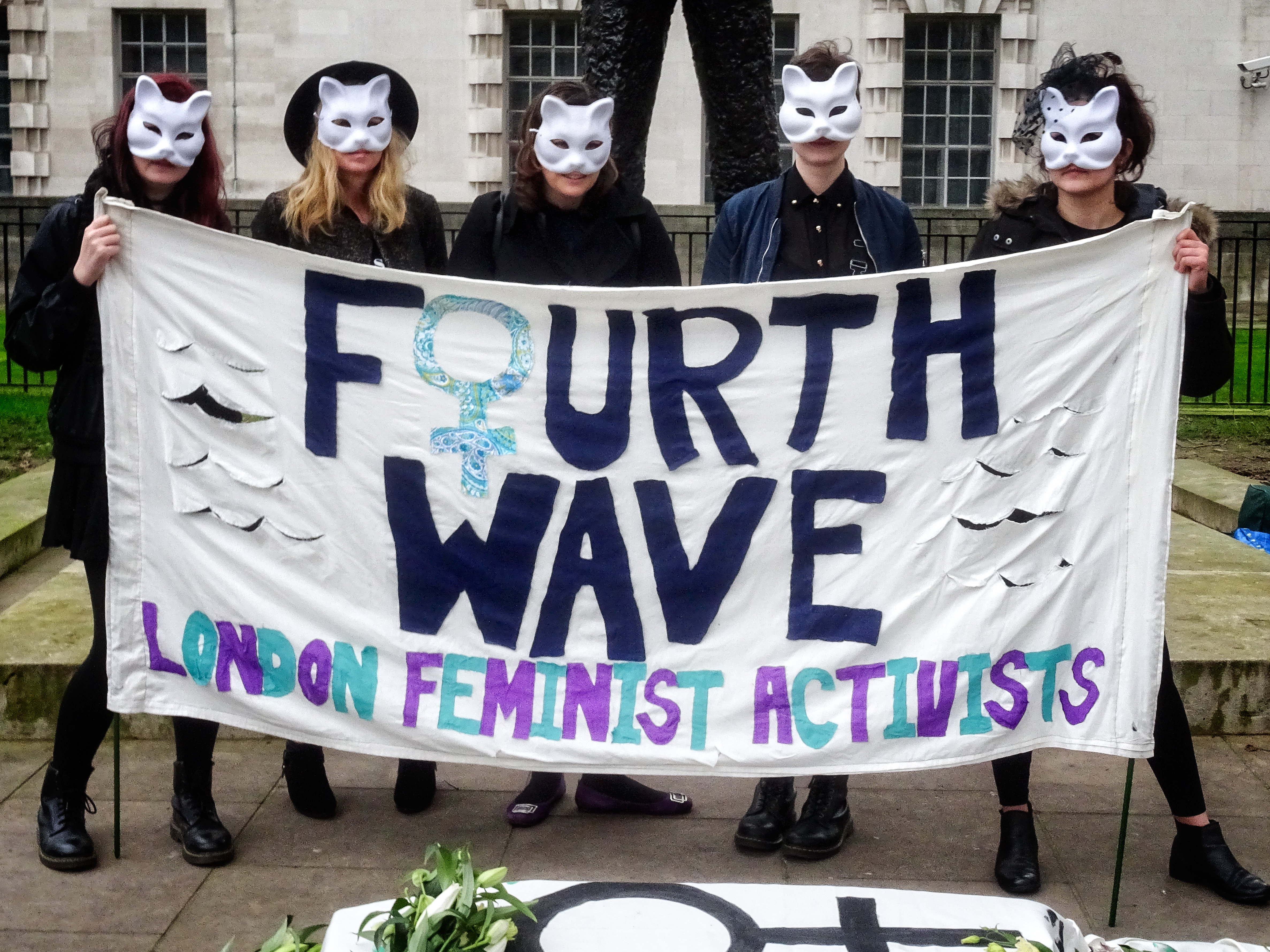
راهپیمایی روز جهانی زن، لندن ۲۰۱۷

- راهپیمایی روز جهانی زن، لندن ۲۰۱۷راهپیمایی‌های جهانی گسترده ماه مارس (روز جهانی زن) در سالهای ۲۰۱۷ و ۲۰۱۸
- جنبش نه حتا یک نفر (زن/دختر) کمتر (به اسپانیایی: Ni Una Menos) کمپینی که در کشورهای آمریکای لاتین و برای مبارزه با خشونت علیه زنان گسترش یافته است.